# Ost Autobahn
Ost Autobahn er en betegnelse for motorvej A4 i Østrig, der forløber fra Wien til den ungarske grænse ved Nickelsdorf. Den videreføres i Ungarn som motorvej M1. Motorvejen, der er 66 kilometer lang, indgår i europavejsnettet med nummer E60
Motorvejen er en vigtig forbindelse til Wiens lufthavn (Flughafen Wien-Schwechat) samt til Neusiedler See, der er et populært ferie- og udflugtmål for wienerne.
Endvidere er motorvejens betydning vokset, efter at man i 2006 indviede forbindelsen til S1 øst for Wien, hvilket har skabt forbindelse til Südautobahn A2 mod syd og Wiener Außenring Autobahn A21 med vest. Den forventede trafikstigning ved denne udbygning har betydet, at man pr. 29. maj 2007 har udvidet Ost Autobahn til seks spor omkring lufthavnen. Endvidere indviede man den 20. november 2007 forbindelse til Nordostautobahn A6 med forbindelse til Bratislava.
Donauufer Autobahn A22 planlægges forlænget et knudepunkt ved Ostautobahn lige øst for Wien.
|  | Infoboks uden skabelon Denne artikel har en infoboks dannet af en tabel eller tilsvarende. |